# Шеша

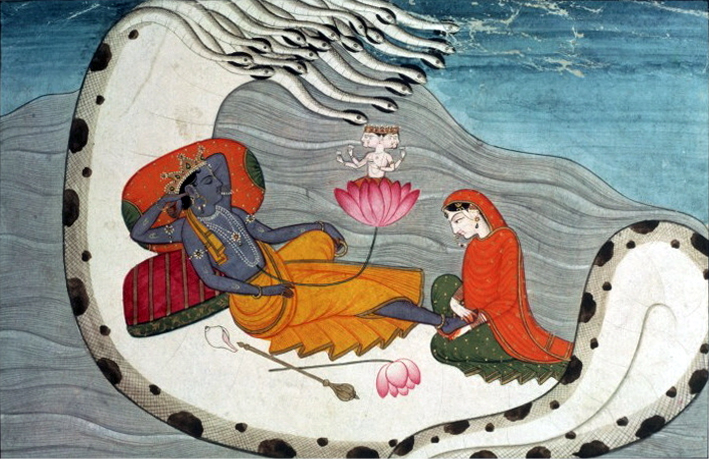
Вішну і Лакшмі на Шеші, Картина 1870

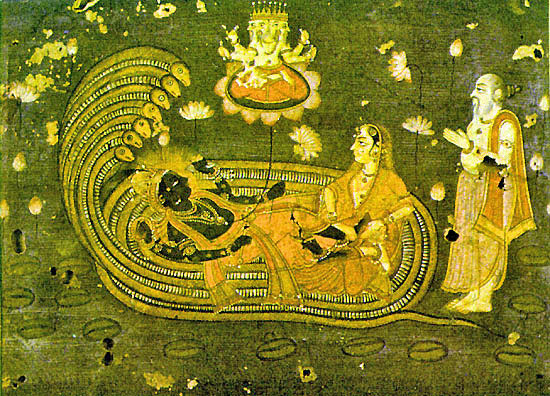

Шеша та Ананта-шеша (санскр. अनन्त शेष, Ananta Śeṣa IAST «нескінченний Шеша») — одна з форм Вішну в індуїзмі й  ведичній релігії — тисячеголовий змій, цар всіх нагів. Шеша виступає уособленням вічного часу.

## Образ
Згідно із «Бгагавата — пураною», Шеша — це аватара Вішну, також відома під назвою Санкаршана. У Пуранах описується, що Шеша підтримує на коронах своїх голів всі планети Всесвіту і постійно зайнятий оспівуванням слави та імен Вішну своїми незліченними вустами.
Ананта-шешу зазвичай зображують як гігантського змія, згорнутого кільцями в космічному просторі, що плаває у водах вселенського причинного океану. Його кільця слугують місцем відпочинку для Вішну і Його вічної дружини Лакшмі. Його зображують п'ятиголовим, семиголовим, і найбільш часто — з безліччю голів, на кожній з яких він носить оздоблену коштовним камінням і візерунками корону.
Ананта-шеша тісно асоціюється з Вішну. Його ім'я в перекладі означає «те, що залишається», і походить від санскритського кореня шіш (śiṣ) — після того, як всесвіт руйнується в кінці кожної кальпи, Шеша залишається незмінним. У індуїзмі Баларама, Лакшман і Нітьянанда, розглядаються як втілення Шеші (або навпаки). Втіленням Шеші також вважається Патанджалі.
Згідно з «Махабхаратою» батьком Шеші був ріші Каш'япа, а матір'ю — Кадру. В одній з пуранічних історій, Шеша дає гору Мандару дів і асурам, щоб ті використовували її як мутовку для збивання Молочного океану.
На честь Ананта-Шеши названа столиця південноіндійського штату Керала місто Тіруванантапурам (в перекладі означає «Місто Господа Ананта»).

## Інші імена
- Шеша-нага «змій Шеша»
- Аді-шеша «початковий Шеша»
- Ананта «безконечна» «безмежний»
- Нагашаяна